# Eduard Kulke

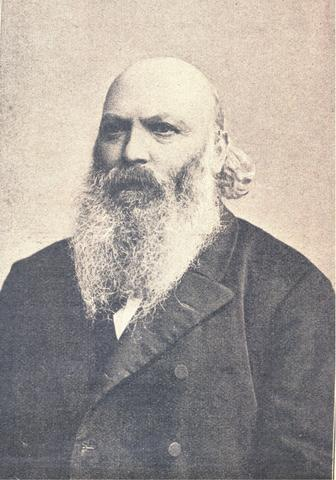
Eduard Kulke (ohne Jahr)

Eduard Kulke (geboren 28. Mai 1831 in Nikolsburg, Kaisertum Österreich; gestorben 20. März 1897 in Wien, Österreich-Ungarn) war ein österreichischer Schriftsteller.

## Leben
Eduard Kulke war Sohn eines Rabbiners und besuchte die Jeschiwa. Er studierte ab 1853 zunächst in Wien und ab 1854 in Prag am Polytechnikum Mathematik, Physik und später deutsche Sprache und Literatur. Er brach das Studium ab und arbeitete 1858/59 als Lehrer an der israelitischen Schule in Pécs. Kulke zog wieder nach Wien und wirkte in der Folgezeit als Journalist und Schriftsteller.
Kulke schrieb in jüdischen Publikationen wie der Allgemeinen Zeitung des Judentums (AZF) und dem Wiener Jahrbuch für Israeliten. Literarische Vorbilder waren
Berthold Auerbach und Aaron Bernstein, vor allem aber Leopold Kompert. Kulke war mit Friedrich Hebbel befreundet.
Er schrieb Musikkritiken für die Zeitung Das Vaterland und war Wagnerianer.
Kulke veröffentlichte Erzählungen, Humoresken und Skizzen. Seine Themen waren Dorfgeschichten, das Landjudentum und, nach seinem Vorbild Kompert, Ghettogeschichten.

## Schriften (Auswahl)

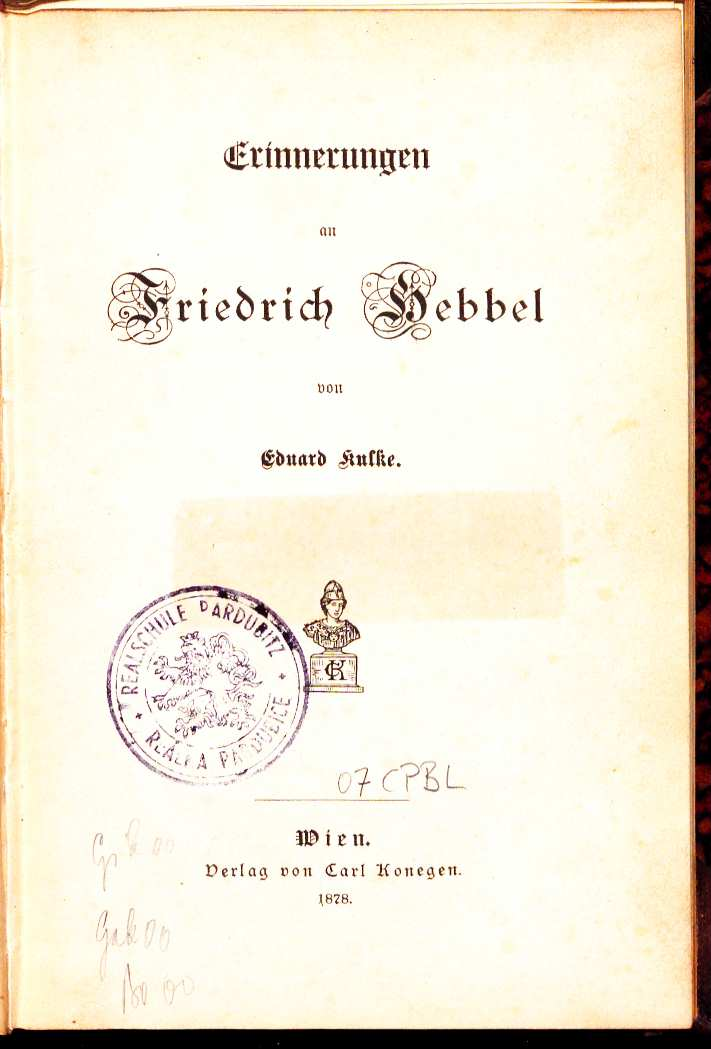
Erinnerungen an Friedrich Hebbel (1878)

- Salomon Sulzer, Professor und Obercantor. Biographische Skizze, Wien: Herzfeld & Bauer 1866 (Digitalisat)
- Aus dem jüdischen Volksleben (Geschichten), 1869
- Geschichten, 1870
- Geschichten aus dem jüdischen Volksleben für die israelitische Jugend, 1871
- Don Perez. Drama, 1873
- Korah. Tragödie, 1873
- Der gefiederte Dieb. Lustspiel, 1876
- Erinnerungen an Friedrich Hebbel. 1878
- Richard Wagner, seine Anhänger und seine Gegner, 1884
- Ein Beitrag zur Entwicklungslehre, 1884
- Richard Wagner und Friedrich Nietzsche, 1890
- Zur Entwicklungsgeschichte der Meinungen, 1891
- Die schöne Hausiererin. Erzählung, 1895
- Friedrich Salomon Krauß (Hrsg.): Um holder Frauen Gunst! Roman, 1905
- Friedrich Salomon Krauß (Hrsg.): Erzählende Schriften. 5 Bände, 1906–08

enthalten: Der Glasscherbentanz, Die Lichtanzünderin, Eigene Haare, Heimweh, Schnurrige Käuze, Ein Gang ins Narrenhaus, Das große Los, Die Töpferscheibe, Anna